# 亚历克斯·帕特里奇
亚历克斯·帕特里奇（英語：Alex Partridge，1981年1月25日—），英国男子赛艇运动员。他曾代表英国参加2008年和2012年夏季奥林匹克运动会赛艇比赛，获得一枚银牌和一枚铜牌。